# Tablet (tegneredskab)
 For alternative betydninger, se Tablet (flertydig). (Se også artikler, som begynder med Tablet)
En tablet er en elektronisk tegneplade, der kan kobles til computeren eller være indbygget i computeren. På den måde kan man med en elektronisk pen tegne direkte ind i et program som Photoshop eller Painter.
Det mest populære (og dyreste) tabletmærke er Wacom, men der er andre billigere produkter som Trust og Medion, der til gengæld ikke har helt de samme muligheder som Wacom.
Tablets kan fås i forskellige størrelser, der gøres op i samme mål som papir; A3, A4, A5 og A6 er de mest almindelige størrelser, hvor A3 er forholdsvis stort og A6 er meget mindre.